# Expedición 8
La Expedición 8 fue la octava estancia de larga duración en la Estación Espacial Internacional.

## Tripulación
| Posición             | Astronauta                                 |                                            |
| -------------------- | ------------------------------------------ | ------------------------------------------ |
| Comandante           | Michael Foale, NASA Sexto vuelo espacial   | Michael Foale, NASA Sexto vuelo espacial   |
| Ingeniero de vuelo 1 | Alexandr Kaleri, RSA Cuarto vuelo espacial | Alexandr Kaleri, RSA Cuarto vuelo espacial |

## Parámetros de la misión
- Perigeo: 384 km
- Apogeo: 396 km
- Inclinación: 51.6°
- Período: 92 min

- Acoplamiento: Soyuz TMA-3 - 20 de octubre de 2003, 07:15 UTC
- Desacoplamiento: Soyuz TMA-3 - 29 de abril de 2004, 20:52 UTC
- Tiempo acoplamiento: 192 d, 13 h y 36 min

## Desarrollo de la expedición
El comandante y científico Michael Foale de la estación de la NASA, el  ingeniero de vuelo Alexander Kaleri y el astronauta de la ESA Pedro Duque, miembros del Expedición 8,  atracaron la Soyuz TMA-3 con la Estación Espacial Internacional a las 07:15:58 UTC del 20 de octubre de 2003. En el momento del acoplamiento, la nave orbitaba la Tierra por encima de Rusia.
Una vez que la tripulación de la Expedición 7 partió hacia la Tierra  desacoplándose de la Estación, con Duque de vuelta, el 28 de octubre de 2003, Foale y Kaleri empezaron el trabajo por un período de más de seis meses centrado en operaciones y mantenimiento de la estación.
La nueva tripulación de la estación, junto con Duque, habían sido lanzados desde el cosmódromo de Baikonur en Kazajistán a las 05:38:03 UTC, el 18 de octubre de 2003.
Foale y Kaleri partieron de la estación hacia la Tierra a bordo de la  nave Soyuz TMA-3 el 29 de abril de 2004, junto con el astronauta de la ESA André Kuipers, que había llegado con la tripulación de la Expedición 9 a bordo de la Soyuz TMA-4 nueve días antes.